# Helge Rode
Helge Rode (16. oktober 1870 i København – 23. marts 1937 på Frederiksberg) var en dansk digter, forfatter og kritiker.
Søn af højskoleforstander Gotfred og Margrethe Rode, bror til journalisten og politikeren Ove Rode, dattersøn af politikeren Orla Lehmann. Hans mor flyttede til Norge med sine to sønner i 1879 efter farens død og giftede sig med den norske skribent, redaktør, posør og folketaler Erik Vullum. Dermed tilbragte Helge Rode sine ungdomsår i Norge.
Helge Rode var gift med digteren Edith Rode, med hvem han fik fire børn, Asta, Gregers, Mikal og Ebbe. Ebbe blev en berømt skuespiller. Helge Rode var bidragyder og medarbejder ved bl.a. Politiken, Illustreret Tidende og Berlingske Tidende.
Et udvalg af hans arbejder som kritiker blev udgivet i 1923 under titlen Regenerationen i vort Aandsliv.
I Helge Rodes forfatterskab er skuespillet Moderen med digte som Min pige er så lys som rav og Som en rejselysten flåde med musik af Carl Nielsen, samt Du gav os de blomster, som lyste imod os med melodi af Otto Mortensen. De findes i Højskolesangbogen og sidstnævnte i Kulturkanonen. I 1896 skrev han digtet Der er ingenting i verden så stille som sne, der er sat i musik af både Thomas Laub og Povl Hamburger. Han er begravet på Frederiksberg Ældre Kirkegård.
Niels Birger Wamberg har skrevet og fortalt levende om Rode.

## Bøger
- Engberg, Hanne: En digters historie – Helge Rode 1870-1937, Gyldendal, 1996. ISBN 87-00-26344-3.
- Schmidt, Peter: Dødsmotivet i Helge Rodes lyriske digtning med særligt hensyn til digtsamlingerne "Hvide Blomster" og "Ariel" (inkl. bibliografi), Forlaget GMT, 1971. ISBN 87-87392-04-6.

## Sange
- Sange på Wikisource

## Priser
- Drachmannlegatet, 1918